# Kommounar
Kommounar (en russe : Коммунар) est une ville l'oblast de Léningrad, en Russie, dans le raïon de Gatchina. Sa population s'élevait à 21 743 habitants en 2016.

## Géographie
Kommounar est située à 35 km au sud de Saint-Pétersbourg et à 608 km au nord-ouest de Moscou.

## Histoire
La localité est fondée dans les années 1840 par la comtesse Ioulia Samoïlova, propriétaire foncier, et nommée Grafskaïa Slavianka (Гра́фская Славя́нка). En 1846, elle est achetée par le gouvernement et rebaptisée Tsarskaïa Slavianka (Ца́рская Славя́нка). Jusqu'en 1918, elle est aussi connue sous le nom de l'usine de Rogers et Peiffer (посёлок при фабрике Роджерса и Пейффера). Elle reçoit le statut de commune urbaine en 1953 et celui de ville le 28 juin 1993.

## Population
Recensements (*) ou estimations de la population :
| 1959* | 1970* | 1979* | 1989*  | 2002*  |
| ----- | ----- | ----- | ------ | ------ |
| 5 298 | 6 854 | 8 507 | 17 791 | 17 164 |

| 2010*  | 2013   | 2014   | 2015   | 2016   |
| ------ | ------ | ------ | ------ | ------ |
| 20 211 | 21 099 | 21 260 | 21 575 | 21 743 |

## Économie
L'économie de la ville repose sur trois fabriques de papier :
- AO Boumajnaïa fabrika Kommounar (АО "Бумажная фабрика Коммунар")
- OAO Komsomolets (ОАО "Комсомолец")
- OAO Sankt-Peterbourgski kartonno-poligrafitcheski kombinat (ОАО "Санкт-Петербургский картонно-полиграфический комбинат").